# Arrhenophagus
Arrhenophagus is een geslacht van vliesvleugeligen uit de familie Encyrtidae. De wetenschappelijke naam van dit geslacht is voor het eerst geldig gepubliceerd in 1888 door Aurivillius.

## Soorten
Het geslacht Arrhenophagus omvat de volgende soorten:
- Arrhenophagus albitibiae Girault, 1915
- Arrhenophagus chionaspidis Aurivillius, 1888
- Arrhenophagus confusus Hayat, 2010
- Arrhenophagus longicalcaratus Tan & Chen, 2008